# Jeroen Zoet
Jeroen Zoet (Veendam, 6 januari 1991) is een Nederlands profvoetballer die als doelman speelt. Hij speelt sinds 2024 voor AZ. Zoet debuteerde in 2015 in het Nederlands elftal.

## Clubcarrière

### Jeugd en opleiding
Zoet begon met voetballen bij VV Veendam 1894 en maakte vandaaruit de overstap naar de proftak BV Veendam. In 2006 maakte hij, op vijftienjarige leeftijd, de overstap naar de jeugd van PSV, waar hij keeper was van de B1, A1 en Jong PSV. Tijdens de winterstop van het seizoen 2008-2009 tekende hij een profcontract dat hem tot en met 2012 aan de club verbond en werd hij door trainer Huub Stevens, aanvankelijk als vierde keeper, toegevoegd aan de selectie. Op 13 februari 2008 werd hij voor het eerst opgenomen in de wedstrijdselectie, voor het duel tegen AZ.
In het seizoen 2009/10 werd hij vierde keeper, achter Andreas Isaksson, Cássio Ramos en Bas Roorda, en de vaste doelverdediger van Jong PSV. Toen Roorda het jaar daarop stopte, schoof Zoet op tot derde keeper. In februari 2010 werd hij geopereerd aan zijn meniscus, waardoor hij langere tijd uit de roulatie was. In september 2010 volgde een tweede operatie. In de tweede helft van het seizoen 2010/11 sloot hij zich weer aan bij de selectie, maar speelde hij geen wedstrijden voor de club dat seizoen.

### Verhuur aan RKC Waalwijk
Op 14 april 2011 presenteerde PSV Khalid Sinouh, die een contract tekende voor een jaar. Technisch manager Marcel Brands maakte bekend dat hij dat seizoen de plaats van Zoet innam, zodat deze verhuurd kon worden om meer speelervaring op te doen. Op 24 juni werd bekend dat Zoet verhuurd zou worden aan RKC Waalwijk, dat het jaar ervoor gepromoveerd was naar de Eredivisie. Enkele dagen later verlengde PSV het contract van de doelman tot 2014. Op 6 augustus maakte hij zijn debuut in de Eredivisie voor RKC, in de seizoensopener tegen Heracles Almelo.
Bij RKC speelde Zoet in zijn eerste seizoen alle wedstrijden in het eerste elftal, getraind door Ruud Brood. Mede dankzij de inzet van Zoet presteerde RKC dat seizoen boven verwachting en plaatste zich voor de play-offs om Europees voetbal. De ontwikkeling die hij doormaakte in Waalwijk dankte hij mede aan keeperstrainer Ed de Goey, die hem vooral coachte op concentratie en leiding geven.
In het seizoen 2012-2013 werd Zoet opnieuw uitgeleend aan RKC Waalwijk, hoewel hij ook de optie had terug te keren bij PSV om daar de strijd aan te gaan met Przemysław Tytoń.

### PSV
Op 13 mei maakte technisch manager Marcel Brands bekend dat Zoet in de zomer van 2013 terug zou keren bij PSV. In de transferperiode toonde Newcastle United zijn interesse en deed het een bod van tweeënhalf miljoen euro, wat door het technisch bestuur van PSV werd afgewezen. In de daaropvolgende weken moest Zoet concurreren met Przemysław Tytoń. Hij bleek coach Phillip Cocu echter overtuigd te hebben; op 23 augustus 2013 werd het contract van Zoet opengebroken en verlengd. Op 30 juli speelde Zoet zijn eerste internationale clubwedstrijd in de derde voorronde van de UEFA Champions League tegen Zulte Waregem. Samen met vijf andere PSV-debutanten, waaronder Adam Maher en Stijn Schaars, werd hij opgesteld in de jongste PSV-selectie ooit.
Zoet was gedurende het gehele seizoen 2013/14 eerste doelman van PSV en bleef dat vanaf dat moment. Waar hij tijdens zijn eerste seizoen voor zijn positie concurreerde met Tyton, werd die tijdens Zoets tweede seizoen terug in Eindhoven verhuurd aan Elche CF en werd Remko Pasveer gehaald als reservedoelman. Zoet werd dat jaar met PSV voor het eerst in zijn carrière landskampioen. Als gevolg hiervan maakte hij op 15 september 2015 zijn debuut in het hoofdtoernooi van UEFA Champions League. Die dag won hij met PSV thuis met 2-1 van Manchester United. Hij werd op 8 mei 2016 voor de tweede keer op rij landskampioen met PSV. De club begon aan de laatste speelronde van het seizoen met evenveel punten als Ajax, maar met een doelsaldo dat zes doelpunten minder was. PSV won die dag vervolgens met 3-1 uit bij PEC Zwolle, terwijl Ajax uit bij De Graafschap met 1-1 gelijkspeelde.
Zoet werd op 26 februari 2017 slachtoffer van een noviteit in de technologische ontwikkelingen binnen het voetbal. PSV speelde die dag uit tegen Feyenoord in De Kuip. Bij een tussenstand van 1-1 redde Zoet op een kopbal van Jan-Arie van der Heijden. Toen hij de stilliggende bal daarna echter tegen de borst trok, om die op te rapen, raakte de bal geheel over de doellijn. Scheidsrechter Bas Nijhuis kreeg daarop een signaal van de doellijntechnologie en kende een doelpunt toe. Na de wedstrijd kreeg Zoet dit officieel als eigen doelpunt op zijn naam. Zoet (31 wedstrijden) en reservedoelman Remco Pasveer (drie wedstrijden) kregen in het seizoen 2016/17 samen 23 doelpunten tegen. Daarmee had PSV dat jaar de minst geslagen defensie van de Eredivisie, samen met die van Ajax. De Eindhovense ploeg eindigde dat seizoen als derde. Zoet werd in het seizoen 2017/18 voor de derde keer in zijn loopbaan landskampioen met PSV.

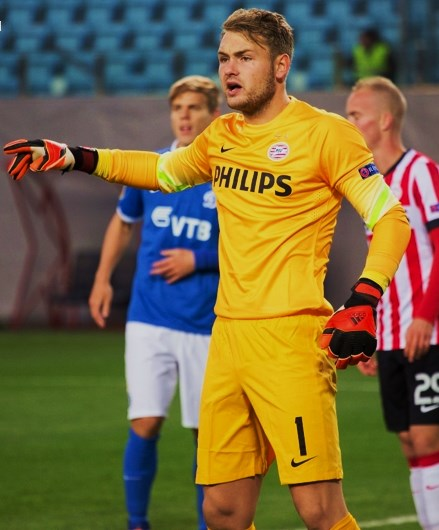
Zoet tijdens een Europa League-wedstrijd tegen Dinamo Moskou op 11 december 2014.

In de zomer van 2018 werd Mark van Bommel de nieuwe hoofdtrainer van PSV. Hoewel PSV voor de winterstop een sterk seizoen kende en op 83 punten eindigde, moest het het kampioenschap laten aan AFC Ajax. In het seizoen 2019-2020 kreeg Zoet concurrentie van Lars Unnerstall, die de club al een seizoen eerder transfervrij had overgenomen van VVV-Venlo, maar het voorgaande seizoen verhuurd had aan diezelfde club. Hoewel de ploeg het seizoen sterk begon, kwam er vanaf oktober klad in de resultaten. Ook Zoet deelde mee in de misère en maakte een mindere periode door. Op 10 november 2019 besloot Van Bommel in te grijpen en Zoet te slachtofferen. Niet hij, maar Unnerstall zou het Eindhovense doel verdedigen in de competitiewedstrijd tegen Willem II.
Door een fout in de communicatie kreeg Zoet pas in het Willem II-stadion tijdens de voorbereiding voor de wedstrijd te horen van Van Bommel, dat hij gedegradeerd was tot derde keeper, waarbij Robbin Ruiter zou fungeren als vaste stand-in, waardoor Zoets uitzicht op speeltijd verder afnam. Van Bommel vroeg Zoet tevens om niet op de reservebank plaats te nemen, om zo te voorkomen dat hij in beeld genomen zou worden door cameramensen en fotografen. Dit werkte averechts doordat journalisten Zoet tijdens de wedstrijd eerst door de hallen van het stadion zagen lopen en na de rust, waarin hij het elftal had toegesproken, in de spelersbus zagen zitten. Van Bommel bood later zijn excuses aan voor zijn handelen rond de keeperswissel. Daarnaast benoemde hij Zoet als tweede doelman.
Nadat Van Bommel halverwege december werd ontslagen, handhaafde interim-trainer Ernest Faber in eerste instantie Unnerstall. Hij gaf daarbij wel aan in de winterstop opnieuw naar de keeperskwestie te kijken en dat daarbij alle drie de keepers een kans zouden krijgen. Nog voordat Faber een keuze had kunnen maken, besloot Zoet zich echter terug te trekken uit de strijd en zich op de transferlijst te laten plaatsen. Op deze manier wilde hij speelminuten veiligstellen, om zo in beeld te blijven bij bondscoach Ronald Koeman in aanloop naar het EK 2020.

### Verhuur aan FC Utrecht
Op 14 januari 2020 werd Zoet gepresenteerd bij FC Utrecht, dat met een acuut keepersprobleem zat na een schouderblessure van eerste doelman Maarten Paes. Drie dagen later, op 17 januari 2020, maakte Zoet zijn debuut voor de club in de uitwedstrijd tegen PEC Zwolle (3-3). Hij speelde voor Utrecht in zeven wedstrijden in de Eredivisie en drie om de KNVB Beker. Hij bereikte met Utrecht de finale om de KNVB Beker 2019/20, die niet gespeeld zou worden omdat alle competities door de KNVB gestaakt werden vanwege de coronacrisis.

### Spezia Calcio
Op 8 september 2020 werd bekendgemaakt dat Zoet een tweejarig contract tekende voor Spezia Calcio, uitkomend in de Serie A. Hij begon het seizoen als eerste keeper, maar raakte in zijn tweede wedstrijd voor de Italiaanse club, tegen Udinese, geblesseerd aan zijn lies, waardoor hij tot de winterstop niet in actie zou komen. In januari 2021 raakte hij weer fit en sloot hij weer aan bij de wedstrijdselectie. Hierna heroverde hij zijn basisplaats. Toch was hij in de drie jaar in de Serie A geen eerste keeper. Na de degradatie in 2023 werd Zoet wel eerste keeper in de Serie B. Hij speelde in totaal 49 wedstrijden voor Spezia.

### AZ
In juli 2024 tekende Zoet transfervrij bij AZ, waar hij de opvolger werd van Mathew Ryan en met Rome-Jayden Owusu-Oduro ging strijden om de positie van eerste doelman. Hij tekende in Alkmaar voor drie seizoenen tot de zomer van 2027.

## Clubstatistieken

### Beloften
| Seizoen | Club     |                    | Competitie     | Competitie | Competitie |
| Seizoen | Club     | Wed.               | Competitie     | Dlp.       |            |
| ------- | -------- | ------------------ | -------------- | ---------- | ---------- |
| 2013/14 | Jong PSV | Vlag van Nederland | Eerste divisie | 1          | 0          |
| Totaal  | Totaal   | Totaal             | Totaal         | 1          | 0          |

### Senioren
| Seizoen        | Club           | Competitie     | Competitie | Competitie | Beker | Beker | Internationaal | Internationaal | Overig | Overig | Totaal | Totaal |
| Seizoen        | Club           | Competitie     | Wed.       | Dlp.       | Wed.  | Dlp.  | Wed.           | Dlp.           | Wed.   | Dlp.   | Wed.   | Dlp.   |
| -------------- | -------------- | -------------- | ---------- | ---------- | ----- | ----- | -------------- | -------------- | ------ | ------ | ------ | ------ |
| 2008/09        | PSV            | Eredivisie     | 0          | 0          | 1     | 0     | —              | —              | —      | —      | 1      | 0      |
| 2009/10        | PSV            | Eredivisie     | 0          | 0          | 0     | 0     | —              | —              | —      | —      | 0      | 0      |
| 2010/11        | PSV            | Eredivisie     | 0          | 0          | 0     | 0     | —              | —              | —      | —      | 0      | 0      |
| Club totaal    | Club totaal    | Club totaal    | 0          | 0          | 1     | 0     | 0              | 0              | 0      | 0      | 1      | 0      |
| 2011/12        | → RKC Waalwijk | Eredivisie     | 34         | 0          | 4     | 0     | —              | —              | 4      | 0      | 42     | 0      |
| 2012/13        | → RKC Waalwijk | Eredivisie     | 33         | 0          | 2     | 0     | —              | —              | —      | —      | 35     | 0      |
| Club totaal    | Club totaal    | Club totaal    | 67         | 0          | 6     | 0     | 0              | 0              | 4      | 0      | 77     | 0      |
| 2013/14        | PSV            | Eredivisie     | 29         | 0          | 0     | 0     | 7              | 0              | —      | —      | 36     | 0      |
| 2014/15        | PSV            | Eredivisie     | 32         | 0          | 0     | 0     | 9              | 0              | —      | —      | 41     | 0      |
| 2015/16        | PSV            | Eredivisie     | 34         | 0          | 1     | 0     | 8              | 0              | 1      | 0      | 44     | 0      |
| 2016/17        | PSV            | Eredivisie     | 31         | 0          | 0     | 0     | 5              | 0              | 1      | 0      | 37     | 0      |
| 2017/18        | PSV            | Eredivisie     | 32         | 0          | 4     | 0     | 2              | 0              | —      | —      | 38     | 0      |
| 2018/19        | PSV            | Eredivisie     | 34         | 0          | 0     | 0     | 8              | 0              | 1      | 0      | 43     | 0      |
| 2019/20        | PSV            | Eredivisie     | 11         | 0          | 0     | 0     | 9              | 0              | 1      | 0      | 21     | 0      |
| Club totaal    | Club totaal    | Club totaal    | 203        | 0          | 5     | 0     | 48             | 0              | 4      | 0      | 260    | 0      |
| 2019/20        | → FC Utrecht   | Eredivisie     | 7          | 0          | 3     | 0     | —              | —              | —      | —      | 10     | 0      |
| Club totaal    | Club totaal    | Club totaal    | 7          | 0          | 3     | 0     | 0              | 0              | 0      | 0      | 10     | 0      |
| 2020/21        | Spezia Calcio  | Serie A        | 7          | 0          | 0     | 0     | —              | —              | —      | —      | 7      | 0      |
| 2021/22        | Spezia Calcio  | Serie A        | 7          | 0          | 2     | 0     | —              | —              | —      | —      | 9      | 0      |
| 2022/23        | Spezia Calcio  | Serie A        | 5          | 0          | 2     | 0     | —              | —              | —      | —      | 7      | 0      |
| 2023/24        | Spezia Calcio  | Serie B        | 25         | 0          | 1     | 0     | —              | —              | —      | —      | 26     | 0      |
| Club totaal    | Club totaal    | Club totaal    | 44         | 0          | 5     | 0     | 0              | 0              | 0      | 0      | 49     | 0      |
| 2024/25        | AZ             | Eredivisie     | 0          | 0          | 0     | 0     | 0              | 0              | 0      | 0      | 0      | 0      |
| Club totaal    | Club totaal    | Club totaal    | 0          | 0          | 0     | 0     | 0              | 0              | 0      | 0      | 0      | 0      |
| Carrièretotaal | Carrièretotaal | Carrièretotaal | 322        | 0          | 18    | 0     | 48             | 0              | 8      | 0      | 391    | 0      |

Bijgewerkt op 16 juli 2024..

## Interlandcarrière

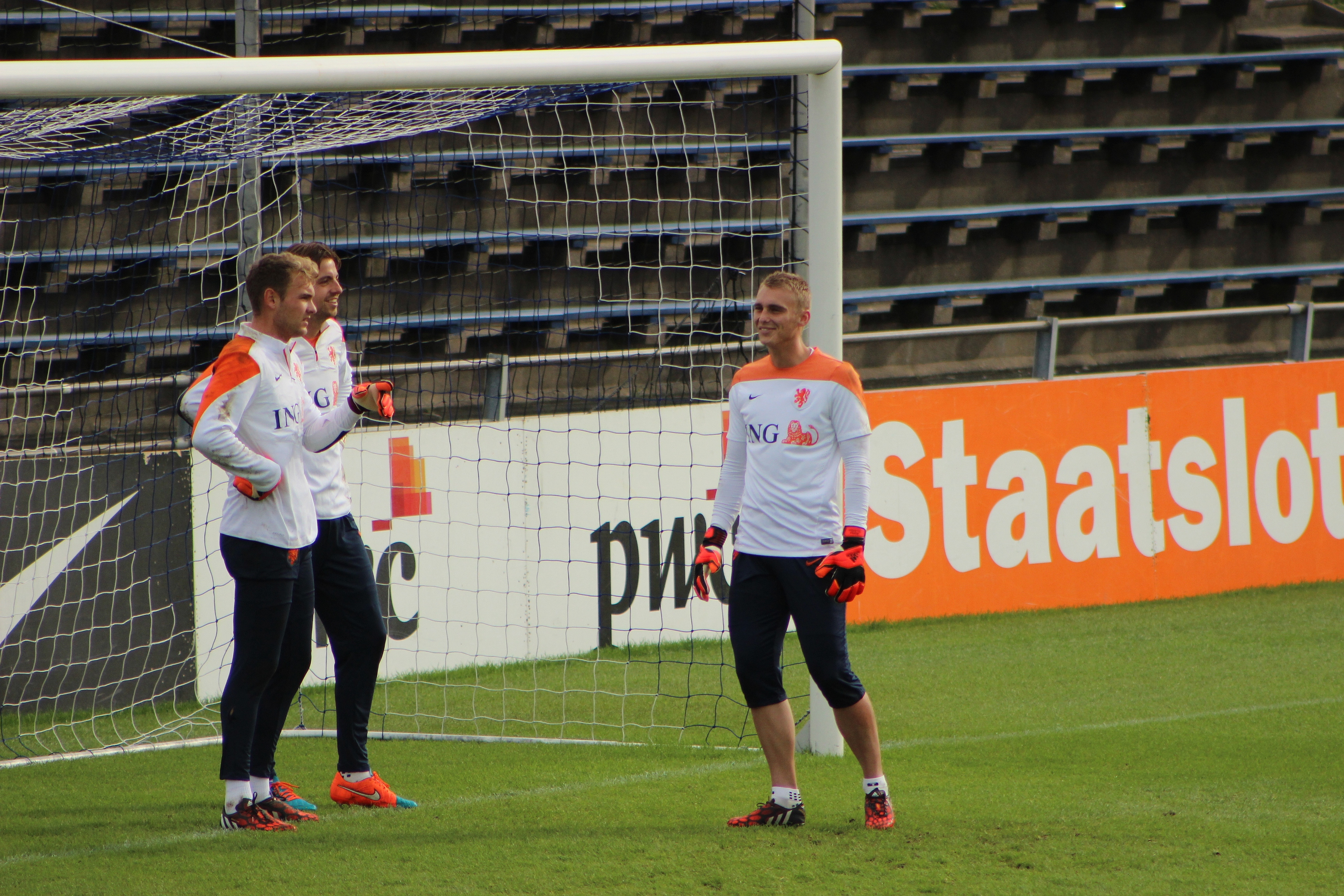
Zoet (links), met collega-keepers Tim Krul en Jasper Cillessen (rechts), tijdens een training van het Nederlands elftal in 2014.

Zoet speelde in diverse Nederlandse jeugdelftallen. Zo was hij aanvoerder van Oranje -17 tijdens het EK 2008 in Turkije. In 2009 werd Zoet opgenomen in de selectie voor het Oranje -19 en speelde hij in 2010 op het Europees kampioenschap onder 19 in Frankrijk, waar hij de kwartfinale haalde. Op 2 september 2010 maakte hij zijn debuut in Jong Oranje, tegen Jong Spanje. De eerste twee kwalificatiewedstrijden voor het EK 2013 stond Zoet ook onder de lat bij Jong Oranje. Ook op het toernooi zelf was hij eerste keeper.
Op 9 september 2012 werd Zoet door bondscoach Louis van Gaal voor het eerst opgeroepen voor het Nederlands elftal als vervanger van de geblesseerde doelman Tim Krul. In een kwalificatiewedstrijd voor het wereldkampioenschap voetbal 2014 tegen Hongarije maakte hij zijn debuut echter niet. Op 5 mei 2014 werd Zoet door Van Gaal opgeroepen voor een trainingsstage in Hoenderloo, ter voorbereiding op het wereldkampioenschap. Hij maakte ook, samen met Jasper Cillessen, Tim Krul en Michel Vorm, deel uit van de 30-koppige voorselectie, die op 13 mei bekendgemaakt werd. Op 31 mei maakte Van Gaal bekend dat hij Zoet niet opnam in de definitieve selectie.
Zoet maakte op zaterdag 10 oktober 2015 zijn debuut in het Nederlands elftal. Tijdens een met 1-2 gewonnen EK-kwalificatiewedstrijd in en tegen Kazachstan verving hij in de 81ste minuut Tim Krul, die geblesseerd van het veld ging. Tijdens de warming-up was de beoogde eerste doelman Jasper Cillessen ook al afgehaakt met een rugblessure. Zoet begon op dinsdag 13 oktober 2015 voor het eerst in de basis van het Nederlands elftal, in de laatste kwalificatiewedstrijd voor het EK 2016 thuis tegen Tsjechië (2-3 verlies). Nederland kwalificeerde zich niet voor dit EK.
Tijdens de in 2016 en 2017 gespeelde kwalificatiewedstrijden voor het WK 2018 kwam Zoet in twee wedstrijden in actie. Nederland kwalificeerde zich niet voor dit WK. Zoet trad bij een oefenwedstrijd tegen Marokko op 31 mei 2017 aan als aanvoerder, vanwege de afwezigheid van onder anderen Arjen Robben, Kevin Strootman, Daley Blind, Stefan de Vrij en Wesley Sneijder die op de bank begon.
| Interlands van Jeroen Zoet voor Nederland | Interlands van Jeroen Zoet voor Nederland | Interlands van Jeroen Zoet voor Nederland | Interlands van Jeroen Zoet voor Nederland | Interlands van Jeroen Zoet voor Nederland | Interlands van Jeroen Zoet voor Nederland |
| №                                         | Datum                                     | Wedstrijd                                 | Uitslag                                   | Soort Wedstrijd                           |                                           |
| ----------------------------------------- | ----------------------------------------- | ----------------------------------------- | ----------------------------------------- | ----------------------------------------- | ----------------------------------------- |
|                                           |                                           |                                           |                                           |                                           |                                           |
| Als speler van PSV                        |                                           |                                           |                                           |                                           |                                           |
| 1.                                        | 10 oktober 2015                           | Kazachstan – Nederland                    | 1 – 2                                     | EK 2016 kwalificatie                      |                                           |
| 2.                                        | 13 oktober 2015                           | Nederland – Tsjechië                      | 2 – 3                                     | EK 2016 kwalificatie                      |                                           |
| 3.                                        | 29 maart 2016                             | Engeland – Nederland                      | 1 – 2                                     | Vriendschappelijk                         |                                           |
| 4.                                        | 4 juni 2016                               | Oostenrijk – Nederland                    | 0 – 2                                     | Vriendschappelijk                         |                                           |
| 5.                                        | 1 september 2016                          | Nederland – Griekenland                   | 1 – 2                                     | Vriendschappelijk                         |                                           |
| 6.                                        | 6 september 2016                          | Zweden – Nederland                        | 1 – 1                                     | Kwalificatie WK 2018                      |                                           |
| 7.                                        | 25 maart 2017                             | Bulgarije – Nederland                     | 2 – 0                                     | Kwalificatie WK 2018                      |                                           |
| 8.                                        | 28 maart 2017                             | Nederland – Italië                        | 1 – 2                                     | Vriendschappelijk                         |                                           |
| 9.                                        | 31 mei 2017                               | Marokko – Nederland                       | 1 – 2                                     | Vriendschappelijk                         |                                           |
| 10.                                       | 23 maart 2018                             | Nederland – Engeland                      | 0 – 1                                     | Vriendschappelijk                         |                                           |
| 11.                                       | 31 mei 2018                               | Slowakije – Nederland                     | 1 – 1                                     | Vriendschappelijk                         |                                           |

## Erelijst
| Eredivisie           | 3x | 2014/15, 2015/16, 2017/18 |
| Johan Cruijff Schaal | 2x | 2015, 2016                |

| Competitie          | Winnaar   | Winnaar   | Runner-up | Runner-up | Derde     | Derde     |
| Competitie          | Aantal    | Jaren     | Aantal    | Jaren     | Aantal    | Jaren     |
| Nederland           | Nederland | Nederland | Nederland | Nederland | Nederland | Nederland |
| ------------------- | --------- | --------- | --------- | --------- | --------- | --------- |
| UEFA Nations League | –         | –         | 1x        | 2018/19   | -         | -         |